# Дамбертон
Дамбертон (англ. Dumbarton) — парафія в Канаді, у провінції Нью-Брансвік, у складі графства Шарлотт.

## Населення
За даними перепису 2016 року, парафія нараховувала 335 осіб, показавши скорочення на 9,0%, порівняно з 2011-м роком. Середня густина населення становила 0,9 осіб/км².
З офіційних мов обидвома одночасно володіли 15 жителів, тільки англійською — 320.
Працездатне населення становило 54,9% усього населення, рівень безробіття — 21,4% (25% серед чоловіків та 16,7% серед жінок). 96,4% осіб були найманими працівниками, а 7,1% — самозайнятими.
Середній дохід на особу становив $31 122 (медіана $24 597), при цьому для чоловіків — $37 676, а для жінок $24 671 (медіани — $29 248 та $22 208 відповідно).
20% мешканців мали закінчену шкільну освіту, не мали закінченої шкільної освіти — 34%, 46% мали післяшкільну освіту, з яких 17,4% мали диплом бакалавра, або вищий.
| Статево-вікова структура населення | Статево-вікова структура населення | Статево-вікова структура населення | Статево-вікова структура населення | Статево-вікова структура населення |
| ---------------------------------- | ---------------------------------- | ---------------------------------- | ---------------------------------- | ---------------------------------- |
|                                    |                                    |                                    |                                    |                                    |
| Всього                             | Всього                             | 50,7%49,3%                         |                                    |                                    |
| 0 — 14 років                       | 0 — 14 років                       |                                    | 14,7%                              | 14,7%                              |
| 15 — 64 років                      | 15 — 64 років                      |                                    | 61,8%                              | 61,8%                              |
| 65 і більше                        | 65 і більше                        |                                    | 23,5%                              | 23,5%                              |
| 85 і більше                        | 85 і більше                        |                                    | 4,4%                               | 4,4%                               |
| Середній вік (років)               | Середній вік (років)               | 44,348,6                           | 46,4                               | 46,4                               |
| Медіана (років)                    | Медіана (років)                    | 49,052,1                           | 51,3                               | 51,3                               |
| — чоловіки — жінки                 |                                    |                                    |                                    |                                    |

| Походження мешканців:     | Походження мешканців:     | Походження мешканців: | Походження мешканців: | Походження мешканців: |
| ------------------------- | ------------------------- | --------------------- | --------------------- | --------------------- |
| Походження                |                           |                       | осіб                  | %                     |
| Корінні американці        | Корінні американці        |                       | 0                     | 0%                    |
| Інше північноамериканське | Інше північноамериканське |                       | 155                   | 50%                   |
| Європейське               | Європейське               |                       | 190                   | 61.29%                |
| британське                | британське                |                       | 180                   | 58.06%                |
| французьке                | французьке                |                       | 15                    | 4.84%                 |

| Зайнятість населення за галузями (за класифікацією NOC): | Зайнятість населення за галузями (за класифікацією NOC): | Зайнятість населення за галузями (за класифікацією NOC): | Зайнятість населення за галузями (за класифікацією NOC): | Зайнятість населення за галузями (за класифікацією NOC): |
| -------------------------------------------------------- | -------------------------------------------------------- | -------------------------------------------------------- | -------------------------------------------------------- | -------------------------------------------------------- |
|                                                          |                                                          |                                                          |                                                          |                                                          |
| Управління                                               | Управління                                               |                                                          | 6,9%                                                     | 6,9%                                                     |
| Бізнес, фінанси та адміністрування                       | Бізнес, фінанси та адміністрування                       |                                                          | 13,8%                                                    | 13,8%                                                    |
| Природничі та прикладні науки                            | Природничі та прикладні науки                            |                                                          | 6,9%                                                     | 6,9%                                                     |
| Освіта, правозахист, муніципальні та урядові служби      | Освіта, правозахист, муніципальні та урядові служби      |                                                          | 17,2%                                                    | 17,2%                                                    |
| Роздрібна торгівля та послуги                            | Роздрібна торгівля та послуги                            |                                                          | 10,3%                                                    | 10,3%                                                    |
| Гуртова торгівля, транспорт та обладнання                | Гуртова торгівля, транспорт та обладнання                |                                                          | 37,9%                                                    | 37,9%                                                    |
| Виробництво                                              | Виробництво                                              |                                                          | 6,9%                                                     | 6,9%                                                     |

## Клімат
Середня річна температура становить 5,3°C, середня максимальна – 23,2°C, а середня мінімальна – -15,8°C. Середня річна кількість опадів – 1 202 мм.
| Клімат поселення                              | Клімат поселення | Клімат поселення | Клімат поселення | Клімат поселення | Клімат поселення | Клімат поселення | Клімат поселення | Клімат поселення | Клімат поселення | Клімат поселення | Клімат поселення | Клімат поселення | Клімат поселення |
| Показник                                      | Січ.             | Лют.             | Бер.             | Квіт.            | Трав.            | Черв.            | Лип.             | Серп.            | Вер.             | Жовт.            | Лист.            | Груд.            |                  |
| Середній максимум, °C                         | −2,51            | −1,04            | 4,38             | 10,77            | 17,23            | 22,22            | 23,24            | 22,58            | 17,74            | 11,77            | 5,82             | −1,38            |                  |
| Середня температура, °C                       | −9,14            | −7,66            | −2,24            | 4,14             | 10,61            | 15,60            | 18,74            | 18,08            | 13,23            | 7,27             | 1,32             | −5,89            |                  |
| Середній мінімум, °C                          | −15,76           | −14,27           | −8,86            | −2,47            | 3,98             | 8,96             | 14,23            | 13,57            | 8,72             | 2,76             | −3,2             | −10,4            |                  |
| Норма опадів, мм                              | 107              | 74               | 101              | 100              | 110              | 96               | 97               | 90               | 96               | 102              | 118              | 111              |                  |
| Середньомісячна швидкість вітру, м/с          | 4.26             | 4.34             | 4.45             | 4.20             | 3.84             | 3.45             | 3.04             | 2.90             | 3.30             | 3.75             | 4.08             | 4.27             |                  |
| Середньомісячна сонячна радіація, кДж/м²·день | 5448             | 8681             | 12291            | 15436            | 18304            | 20272            | 19917            | 17730            | 13334            | 8600             | 5161             | 4239             |                  |
| --------------------------------------------- | ---------------- | ---------------- | ---------------- | ---------------- | ---------------- | ---------------- | ---------------- | ---------------- | ---------------- | ---------------- | ---------------- | ---------------- | ---------------- |
| Джерело:                                      |                  |                  |                  |                  |                  |                  |                  |                  |                  |                  |                  |                  |                  |